# Чонджон (3-й правитель Корё)
Чонджон (кор. 정종, 定宗, Jeongjong) — 3-й правитель корейского государства Корё, правивший в 945—949 годах. Имя при рождении — Ё (кор. 요, 堯, Yo). Второе имя — Чхоный.
Посмертные титулы — Чидок чангён чонсук ёнъин кангён чанвон Мунмён-тэван.